# Viscount Hawarden

Wappen der Viscounts Hawarden

Viscount Hawarden ist ein erblicher britischer Adelstitel in der Peerage of Ireland.
Historischer Familiensitz der Viscounts war bis 1909 Dundrum House bei Cashel im County Tipperary. Heutiger Familiensitz ist Great Bossington Farmhouse in Adisham bei Canterbury in Kent.

## Verleihung und nachgeordnete Titel
Der Titel wurde am 5. Dezember 1793 für Cornwallis Maude, 1. Baron de Montalt geschaffen. Bereits am 29. Juni 1785 war ihm ebenfalls in der Peerage of Ireland der fortan nachgeordnete Titel Baron de Montalt, of Hawarden in the County of Tipperary, verliehen worden. Bereits 1777 hatte er von seinem älteren Bruder Thomas Maude, 1. Baron de Montalt den Titel 3. Baronet, of Dundrum in the County of Tipperary, geerbt, der am 9. Mai 1705 in der Baronetage of Ireland für seinen Vater Robert Maude († 1750) geschaffen worden war.
Heutiger Titelinhaber ist seit 2004 sein Ur-ur-ur-urenkel Robert Maude als 9. Viscount.

## Weitere Titel
Dem oben genannten älteren Bruder des 1. Viscounts war bereits am 18. Juli 1776 in der Peerage of Ireland der Titel Baron de Montalt, of Hawarden in the County of Tipperary, verliehen worden. Der Titel erlosch bereits am 17. Mai 1777 bei seinem kinderlosen Tod.
Der 4. Viscount wurde am 9. September 1886 in der Peerage of the United Kingdom auch zum Earl de Montalt, of Dundrum in the County of Tipperary, erhoben. Das Earldom erlosch, als er am 9. Januar 1905 starb, ohne männliche Nachkommen zu hinterlassen. Die Viscountcy und die übrigen Titel fielen an seinen Cousin als 5. Viscount.

## Liste der Viscounts Hawarden (1793)
- Cornwallis Maude, 1. Viscount Hawarden (1729–1803)
- Thomas Maude, 2. Viscount Hawarden (1767–1807)
- Cornwallis Maude, 3. Viscount Hawarden (1780–1856)
- Cornwallis Maude, 1. Earl de Montalt, 4. Viscount Hawarden (1817–1905)
- Robert Henry Maude, 5. Viscount Hawarden (1842–1908)
- Robert Maude, 6. Viscount Hawarden (1890–1914)
- Eustace Maude, 7. Viscount Hawarden (1877–1958)
- Robert Maude, 8. Viscount Hawarden (1926–1991)
- Robert Maude, 9. Viscount Hawarden (* 1961)

Titelerbe (Heir apparent) ist der Sohn des aktuellen Titelinhabers Hon. Varian Maude (* 1997).